# サルガッソ海

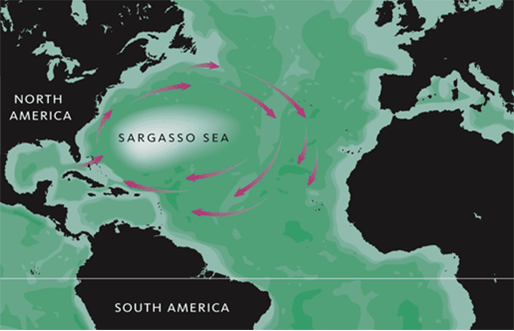
サルガッソ海

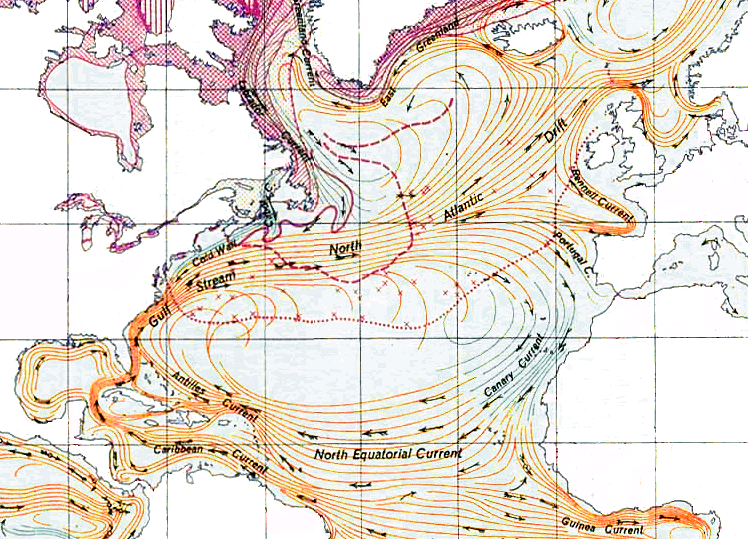
北大西洋の海流図（1943年）。中央の海流に囲まれた部分がサルガッソ海

サルガッソ海（サルガッソかい、Sargasso Sea）は、メキシコ湾流、北大西洋海流、カナリア海流、大西洋赤道海流に囲まれた海域であり、北緯25度 - 35度・西経40度 - 70度に存在し、長さ3,200km・幅1,100kmの範囲となる。浮遊性の海藻サルガッスム（Sargassum、ホンダワラ類）にちなむ。サルガッソー海とも。

## 概要

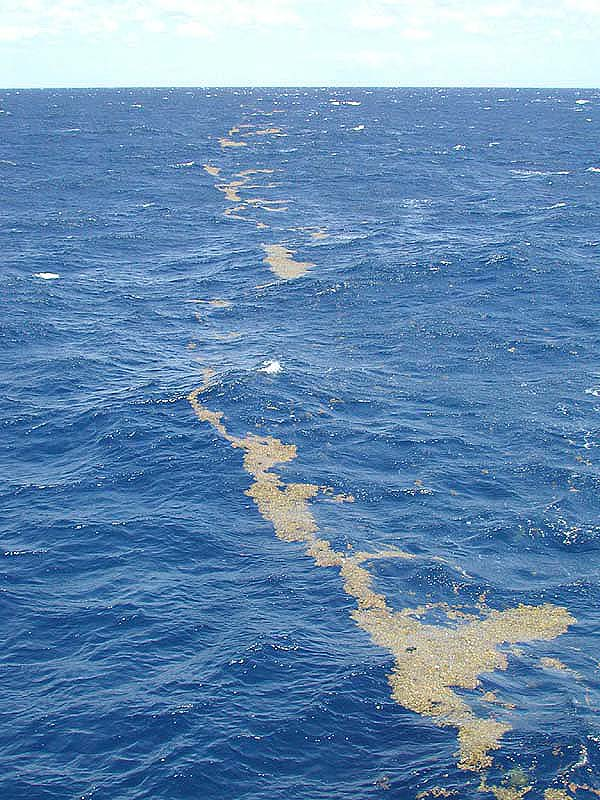
サルガッソ海に漂うサルガッスム

サルガッソ海の周りで上記4海流が時計回りの大きな渦を作っているため、浮遊物が集まると考えられる。「粘りつく海」といわれるのも、この海藻の集合によるものである。大量の気泡を内包しており、アメリカの沿岸地域に多量に生えているこの海藻が嵐によって海を漂流し、海流に乗ってサルガッソ海に流れ着く。
水流が無く無風状態が続くと、多くの海藻がこの海域に溜まることになり、長い線状になって漂っている。
この海域の海面下には激しい水温の逆転層があるため、海水中の栄養分が少なくプランクトンが非常に少ない。このため海水の透明度が高く、世界一透明度の高い海域であり、透明度の世界最高値66.5mはこの海域で測定されている。
この海域の存在は15世紀のポルトガルの船乗りの間で知られており、コロンブスも航海記の中で、海藻が多く浮遊し、凪が多い海域として記録している。
なお、他の海洋においても太平洋における太平洋ゴミベルトなどと同様の海域があることが指摘されている（北大西洋ゴミベルト）。サルガッサムが漂流する海域・現象を大西洋サルガッサム巨大ベルト(The great Atlantic Sargassum belt、略称:GASB）と呼ぶ。

## 生物
20世紀初頭、ヨーロッパウナギの幼魚が大西洋バミューダ島南東の海中で発見された事からデンマークの海洋科学者ヨハネス・シュミットによってアメリカウナギとヨーロッパウナギの成魚はサルガッソ海に帰り産卵し幼魚が成長する場所であると発表され長らく定説となっていたが、卵や産卵中のウナギ成魚がこの海域で直接確認された事はない。
ヨーロッパウナギ成魚は標識放流による回遊調査でサルガッソ海より遥か東方の大西洋中央海嶺にあるアゾレス諸島海域に集まる事が知られている。

## 「魔の海」伝説
サルガッソ海は多くの船舶が沈没したり行方不明になったりする「魔の海」「船の墓場」であるという伝説で知られるが、それらの話には裏付けがなく、あくまでも伝説に過ぎない。
伝説では、風が吹かず帆船が何週間も動けずにいる間に船体に海藻が絡みつき、風が吹いたときには既に動けなくなっており、ボートで船を引っ張ろうとしてもそのボートのオールに海藻が絡み付く、あるいはスクリューが海藻に絡み付くなどして船が航行できず、船乗り達は水と食糧の不足でしばしば全滅した、などと言われる。
また、無人となった船は、その後も幽霊船となって長い間この海域を彷徨うが、やがて帆が腐り、マストが倒れ、最後には海藻に付着して一緒に流されてきたフナクイムシに船体を食い荒らされて沈んでいき、無数の船がこの粘りつく海に捕まり脱出できぬまま沈んでいったとされる。
しかし、この海域の特異性を原因とした明確な遭難記録は皆無である。
この海域は貿易風と偏西風の狭間に位置する高気圧帯のため、帆船の航行に適した良風が吹きにくい。このため、貿易風や偏西風を利用して大西洋を航海していた帆船時代、この海域に進入すると船の速度は著しく落ちた。凪の状態になることも多いため、身動きがとれなくなる事もあった。魚がほとんど捕れない海域でもあり、船乗りは乗員の食糧保全のため、積荷の馬を食料とせざるを得なかったことから、北緯30度付近の大西洋中央海域を「ホース・ラティテューズ（Horse Latitudes, 馬の緯度、亜熱帯高圧帯）」と呼んだ。サルガッソ海は、本来の大西洋横断航海コースから外れた風の弱い海域であり、当時の船乗りにとって忌避すべき海域であったことから様々な伝説が生じたものと考えられる。
またこの海域は海流の澱みのようになっているため、他の海域に比べて浮遊性の海藻が集まりやすくなっている。しかし実際には、ホンダワラ類の海藻はほとんどが海面上を浮遊しているだけであり、外洋航海用に作られた船舶がそれにより航行不能に陥る事はあり得ない。また、海面下数メートルに位置するスクリューに、海面上の海藻が絡み付く事もない。
コロンブスの航海記によると、1492年9月16日に海藻が多く浮遊する海域に入っており、この日以降、凪が多く船がなかなか進まなかったことが記録されている。しかし、風が全く吹かなかった訳ではなく、南南西に船を進め、10月4日には海藻がなく風が吹く海域に達し、無事にこの海域を航行している。

## 文化
フィクションでは、航行が著しく困難な場所に「サルガッソ」の名が冠されることがある。